# Léon Glovacki
Léon Glovacki (Libercourt, 19 de febrero de 1928 – Ginebra, 9 de septiembre de 2009) fue un futbolista francés, que jugaba en la posición de delantero.
Glovacki nació en Francia y era de ascendiencia polaca. Fue internacional con la selección francesa que jugó en la Copa del Mundo de 1954.

## Equipos

### Como jugador
| Equipo         | País    | Años      | PJ  | Goles |
| -------------- | ------- | --------- | --- | ----- |
| Douai          | Francia | 1947–1949 |     |       |
| Troyes         | Francia | 1949–1952 | 63  | 31    |
| Stade de Reims | Francia | 1952–1957 | 159 | 65    |
| AS Monaco      | Francia | 1957–1959 | 55  | 14    |
| Saint-Étienne  | Francia | 1959–1960 | 20  | 4     |
| Stade de Reims | Francia | 1960–1962 | 33  | 11    |

### Como entrenador
| Equipo         | País    | Años      |
| -------------- | ------- | --------- |
| Dijon FCO      | Francia | 1962-1966 |
| AC Avignonnais | Francia | 1966–1968 |
| FC Annecy      | Francia | 1968–1969 |